# Сулимів (Люблінське воєводство)
Сулимів (спольщена назва — Сулімув, пол. Sulimów) — село в Польщі, у гміні Долобичів Грубешівського повіту Люблінського воєводства. Населення — 99 осіб (2011).

## Історія
Понад 100 років Сулимів був прикордонним селом Австро-Угорщини.
У селі була дерев'яна церква Представлення святого Івана Богослова, збудована 1897 року, дочірня від парафії Гільче Варязького деканату Перемишльської єпархії греко-католицької церкви.
На 1 січня 1939 року в селі мешкало 780 осібв, з них 260 українців-греко-католиків, 210 українців-римокатоликів, 305 поляків (у польській частині села — «Кольонія») і 5 євреїв. Село входило до гміни Варенж Място Сокальського повіту Львівського воєводства Польської республіки.
21-25 червня 1947 року під час операції «Вісла» польська армія виселила зі села на приєднані до Польщі північно-західні терени 30 українців. У селі залишилося 20 поляків.
У 1975—1998 роках село належало до Замойського воєводства.

## Демографія
Демографічна структура станом на 31 березня 2011 року:
|          | Загалом | Допрацездатний вік | Працездатний вік | Постпрацездатний вік |
| -------- | ------- | ------------------ | ---------------- | -------------------- |
| Чоловіки | 52      | 12                 | 33               | 7                    |
| Жінки    | 47      | 10                 | 23               | 14                   |
| Разом    | 99      | 22                 | 56               | 21                   |